# EP u hokeju na travi za žene 2003.
Europsko prvenstvo u hokeju na travi za žene 2003. se održalo u Španjolskoj, u Barceloni.

## Sudionice
Sudionice su: Azerbejdžan, Engleska, Francuska, Irska, Italija, Nizozemska, Njemačka, Rusija, Škotska, Španjolska, Ukrajina i Wales.

## Rezultati
- za brončano odličje:

 Njemačka -  Engleska 3:1
- za zlatno odličje:

 Nizozemska -  Španjolska 5:0 

## Konačna ljestvica
| Mj. | Država      |
| --- | ----------- |
| 1.  | Nizozemska  |
| 2.  | Španjolska  |
| 3.  | Njemačka    |
| 4.  | Engleska    |
| 5.  | Ukrajina    |
| 6.  | Irska       |
| 7.  | Škotska     |
| 8.  | Francuska   |
| 9.  | Azerbejdžan |
| 10. | Rusija      |
| 11. | Italija     |
| 12. | Wales       |

Naslov europskih prvakinja su osvojile sudionice iz Nizozemske.